# Sex Action
Sex Action – węgierska grupa muzyczna.

## Historia
Grupa została założona pod koniec 1990 roku przez Zsolta „Wolfchilda” Szendreya, Zoltána „Scorpio” Zanę, Miklósa „Kida” Somlyaia i Attilę „Jokera” Mátyása. W sierpniu 1994 roku zespół zmienił nazwę na Action. W tym samym roku Zana założył grupę rapową Ganxsta Zolee és a Kartel. W grudniu 1995 roku z grupy odszedł Mátyás, a zastąpił go Gábor Madarász z grupy MEX, którego z kolei później zastąpił Vilmos Budavári. W 2004 roku grupa wróciła do nazwy Sex Action i pierwotnego składu oraz wystąpiła na festiwalu Sziget, co zaowocowało podpisaniem kontraktu płytowego na rok 2005.

## Dyskografia
- Sex Action (1991)
- Olcsó élvezet (1992)
- Mocskos élet (1993)
- Összeomlás (1994)
- Terror (1995)
- Sexaction (1997)
- A hetedik (1999)
- Best Of Sex Action (kompilacja, 2000)
- A fehér és a zöld (2002)
- Jöhet bármi (2005)
- Következő a sorban (kompilacja, 2006)
- Sex Action (reedycja, 2010)

## Członkowie zespołu

### Obecni
- Zoltán Zana – perkusja
- Attila Mátyás – gitara, wokal
- Miklós Somlyai – gitara basowa
- Zsolt Szendrey – wokal

### Dawni
- Vilmos Budavári – gitara
- Gábor Madarász – gitara